# بوئینگ آرسی-۱
بوئینگ آرسی-۱ (به انگلیسی: Boeing RC-1) یک هواپیمای ساختِ بوئینگ در کشور ایالات متحده آمریکا است.